# Hexatoma (Eriocera) cubensis
Hexatoma (Eriocera) cubensis is een tweevleugelige uit de familie steltmuggen (Limoniidae). De soort komt voor in het Neotropisch gebied.